# Chiesa di Santa Maria Assunta (Arrone)
La chiesa di Santa Maria Assunta è un edificio del culto cattolico costruito al principio del XV secolo fuori del castello di Arrone, in un quartiere di recente formazione che prese appunto il nome di "quartiere Santa Maria".

## Storia e descrizione
La chiesa è a tre navate, separate da grandi arcate su pilastri ottagonali e terminanti in facciata su tre portali. Il portale centrale è datato 1493 e la sua lunetta è decorata con un affresco della Vergine e angeli. La facciata serve anche da campanile a vela.
L'abside centrale e l'arco sono stati affrescati tra 1515 e 1516 da Vincenzo Tamagni e Giovanni da Spoleto. Il tema iconografico è quello delle Storie della Vergine, lo stesso della cattedrale di Spoleto, la chiesa madre affrescata da Filippo Lippi. In basso la Dormizione di Maria e la Natività, nel catino l'Incoronazione della Vergine. Le absidi laterali, invece, contengono affreschi seicenteschi ed in quella di sinistra sono anche notevoli sculture in terracotta del XVI secolo.
Nella navata destra è una tela con la Madonna del Rosario con i devoti, opera di Giuseppe Bastiani (1609), racchiusa in una notevole cornice in stucco. Segue, in una cornice barocca, una tela raffigurante la Cena in Emmaus, probabilmente del 1620 circa, di un autore di cultura caravaggesca. L'artista, che tende ad allentare la tensione drammatica insita nei modelli del Merisi e ne rende più soffice il chiaroscuro, è probabilmente da identificarsi con lo Spadarino.
Nella navata sinistra è appesa anche una tela con la Madonna col Bambino e i SS. Pietro e Giovanni Evangelista del XVII secolo proveniente da un altare secentesco distrutto, già assegnata ad un maestro anonimo, detto di Arrone, ma anche a Giuseppe Puglia, a Francesco Cozza e, con maggiore plausibilità, a Flaminio Torri.
Il trittico con la Madonna col Bambino, San Giovanni Battista e Sant’Antonio Abate, del 1487, opera del cosiddetto Maestro del trittico di Arrone, identificabile con Bernardino Campilio o con Antonio da Viterbo del Massaro detto Pastura. L'opera, trafugata nel 1970 e della quale era rimasta in loco solo la predella, è stata recuperata e ricollocata in chiesa nel marzo 2024.